# بيتر مارينو
بيتر مارينو (بالإنجليزية: Peter Marino)‏ هو مهندس معماري أمريكي، ولد في أغسطس 1949.

## وصلات خارجية
- الموقع الرسمي